# Свазілендський ліланґені
Свазілендський ліланґені (сваті і англ. lilangeni) — грошова одиниця Свазіленду.
Один ліланґені складається зі 100 центів. В множині назва валюти звучить як емаланґені. Міжнародне позначення SZL.
В грошовому обігові знаходяться банкноти номіналом 10 емаланґені, 20 емаланґені, 50 емаланґені, 100 емаланґені, 200 емаланґені, монети 5, 10, 20 і 50 центів, 1 ліланґені, 2 і 5 емаланґені.
Свазілендський ліланґені введено в обіг 6 вересня 1974 року замість Південно-Африканського ранда в рамках Єдиної валютної зони.

## Банкноти

### Банкноти1990—2008років
В обороті знаходяться банкноти номіналом 5, 10, 20, 50, 100 і 200 емаланґені різних років випуску.
Банкноти старих зразків випуску після 1974 є платіжним засобом і вилучаються з обігу по мірі зносу.
| Серії 1990—2008 років | Серії 1990—2008 років | Серії 1990—2008 років | Серії 1990—2008 років | Серії 1990—2008 років  | Серії 1990—2008 років     | Серії 1990—2008 років                                       | Серії 1990—2008 років |
| Зображення            | Зображення            | Номінал (емаланґені)  | Розміри (мм)          | Головні кольори        | Опис                      | Опис                                                        | рік випуску           |
| Аверс                 | Реверс                | Номінал (емаланґені)  | Розміри (мм)          | Головні кольори        | Аверс                     | Реверс                                                      | рік випуску           |
| --------------------- | --------------------- | --------------------- | --------------------- | ---------------------- | ------------------------- | ----------------------------------------------------------- | --------------------- |
|                       |                       | 5                     | 70 х 140              | зелений, жовтий        | Портрет короля Мсваті III | Чоловічий танець народу Свазі                               | 1990                  |
|                       |                       | 10                    | 70 х 144              | зелений, блакитний     | Портрет короля Мсваті III | Птах                                                        | 1990                  |
|                       |                       | 20                    | 70 х 148              | фіолетовий, коричневий | Портрет короля Мсваті III | Сільськогосподарські культури, корови, вантажівка на дорозі | 1990                  |
|                       |                       | 50                    | 70 х 152              | червоний, оранжевий    | Портрет короля Мсваті III | Герб і будівля Центрального банка Свазіленду                | 1990                  |
|                       |                       | 100                   | 70 х 156              | коричневий, оранжевий  | Портрет короля Мсваті III | Скелі та ліс                                                | 1996                  |
|                       |                       | 100                   | 70 х 152              | коричневий, оранжевий  | Портрет короля Мсваті III | Скелі та ліс                                                | 2008                  |
|                       |                       | 200                   | 70 х 160              | зелений, блакитний     | Портрет короля Мсваті III | Селище народу Свазі                                         | 1998                  |
|                       |                       | 200                   | 70 х 160              | зелений, блакитний     | Портрет короля Мсваті III | Селище народу Свазі                                         | 2008                  |

## Монети
У 1974 році були введені монети 1, 2, 5, 10, 20 і 50 центів і 1 ліланґені, 1 і 2 центи — бронзові, інші — з мідно-нікелевого сплаву. Окрім 1 ліланґені, монети не були круглими: 1 і 50 центів — дванадцятикутні, 2 центи — квадратні із закругленими кутами, і 5, 10 і 20 центів — фестончасті.
2 центи останній раз карбувались у 1982 році. У 1986 році з'явилися круглий 1 цент зі сталі, покритої міддю, і 1 ліланґені з нікелевої латуні. За ними в 1992 році — 5 центів з нікельованої сталі, і 1 ліланґені зі сталі, покритої нікелевою латунню. У 1995 році були введені монети 2 і 5 емаланґені, і був відкарбований останній 1 цент.
У 2009 році з'явилися круглі 10 центів зі сталі, покритої міддю, у 2011 році — круглі 5 центів зі сталі, покритої міддю, і круглі 20 і 50 центів з нікельованої сталі.
З 2015 року почали карбувати нові версії 10, 20 і 50 центів з нікельованої сталі, а також 1, 2 і 5 емаланґені з алюмінієвої бронзи. Усі сучасні монети круглі.

## Виноски
1. ↑  Інфляція Свазіленду